# 8852 Buxus
8852 Buxus è un asteroide della fascia principale. Scoperto nel 1991, presenta un'orbita caratterizzata da un semiasse maggiore pari a 2,2872190 UA e da un'eccentricità di 0,1814628, inclinata di 4,12475° rispetto all'eclittica.